# Aeschropteryx striata
Aeschropteryx striata är en fjärilsart som beskrevs av Stoll 1790. Aeschropteryx striata ingår i släktet Aeschropteryx och familjen mätare. Inga underarter finns listade i Catalogue of Life.